# Ruda Łańcucka
Ruda Łańcucka est une localité polonaise de la gmina de Nowa Sarzyna, située dans le powiat de Leżajsk en voïvodie des Basses-Carpates.
Entre 1939 et 1954 ainsi qu'en en 1973, le village était le siège de l'ancienne gmina de Ruda Łańcucka. Dans les années 1975-1998, la localité appartenait administrativement à l'unité de division administrative de Rzeszów.
Une petite rivière du bassin de la Vistule, le San, ainsi que la Trzebośnica (pl) traversent le village.